# Het Laatste Nieuws
Het Laatste Nieuws (neerlandès per a «Les últimes notícies») és un diari de Bèlgica en neerlandès. Va ser creat el 7 de juny del 1888 a Brussel·les pel llibre pensador i liberal Julius Hoste (1848-1933). Avui, amb el diari de centre esquerra De Morgen fa part del grup multimèdia De Persgroep. El 1963 va absorbir el diari De Nieuwe Gazet («El Diari Nou»), fundat el 1897, però el títol es va mantenir en la versió local per a la regió d'Anvers. El 2015 els dos títols tenien junts una tirada de 309.497 exemplars.
A la Bèlgica força polaritzada de finals del segle xix en tres blocs ideològics (catolicisme, liberalisme i socialisme), era una diari radicalment anticlerical i liberal. Julius jr. (1884-1954) va continuar l'obra del seu pare, però va ampliar el lectorat en moderar el to, augmentar les notícies regionals i crear un quadern dedicat a l'esport. Durant la Primera Guerra Mundial no va parèixer. Durant la Segona Guerra Mundial Julius Hoste júnior va fugir cap al Regne Unit. Uns periodistes que van quedar-se a Bèlgica van trobar un modus vivendi amb l'ocupant alemany i el ministre de la Propaganda Joseph Goebbels (1887-1945) per publicar un diari «neutral», contra la voluntat del fill del fundador. Aquesta neutralitat va ser fictícia i la propaganda nazi pesava en tot el contingut. El 1943 els periodistes moderats i belgicistes van ser llicenciats per l'ocupant i reemplaçats per persones fidels al règim. Després de la guerra Hoste va acomiadar tot el personal que va col·laborar amb el règim nazi. El 5 de setembre del 1944 el diari alliberat ja va tornar als quioscs.
A poc a poc va evolucionar vers un diari popular si no sensacionalista. A mitjans des anys 1990 va abandonar l'aspecte sensacionalista i optar per al localisme en crear vint-i-dos edicions regionals amb molta atenció per a la gent i l'anècdota local, completat per un tronc comú de notícies nacionals i internacionals. Pertany al grup familial de premsa i multimèdia De Persgroep, que edita entre d'altres diaris De Morgen, Het Algemeen Dagblad, De Volkskrant i Trouw i la cadena de televisió VTM.